# Amorphoscelis stellulatha
Amorphoscelis stellulatha är en bönsyrseart som beskrevs av Yang 1999. Amorphoscelis stellulatha ingår i släktet Amorphoscelis och familjen Amorphoscelidae. Inga underarter finns listade i Catalogue of Life.